# Портрет Леопольда Саксен-Кобургского
«Портрет принца Леопольда Саксен-Кобургского» — картина Джорджа Доу и его мастерской из Военной галереи Зимнего дворца.
Картина представляет собой погрудный портрет генерал-лейтенанта принца Леопольда Саксен-Кобургского (будущего короля Бельгии Леопольда I) из состава Военной галереи Зимнего дворца.
К началу Отечественной войны 1812 года герцог Леопольд-Саксен-Кобургский лишь формально значился в российской армии, в чине генерал-майора числился в лейб-гвардии Конном полку, но фактически на службе не состоял, находился на родине в Кобурге и в сражениях против Наполеона участия не принимал. В начале 1813 года прибыл к армии союзников по антинаполеоновской коалиции, участвовал в сражениях при Лютцене и Бауцене, летом был назначен командиром 2-й бригады 1-й кирасирской дивизии в русской армии и находился во многих сражениях кампаний 1813 и 1814 годов, за боевые отличия произведён в генерал-лейтенанты.
Изображён в генеральском мундире, введённом для кавалерийских генералов 6 апреля 1814 года, через плечо переброшена Андреевская лента. На шее кресты орденов Св. Георгия 3-го класса и Св. Александра Невского; по борту мундира кресты прусского ордена Пур ле мерит, английского ордена Бани, баварского Военного ордена Максимилиана-Иосифа 2-й степени и ордена Св. Анны 1-й степени с алмазами; справа на груди серебряная медаль «В память Отечественной войны 1812 года» на Андреевской ленте (изображена ошибочно, поскольку герцог Саксен-Кобургский в кампании 1812 года участия не принимал и соответственно этой медалью не награждался), кресты австрийского Военного ордена Марии Терезии 3-й степени, баварского ордена Гражданских заслуг Баварской короны, крест неустановленного иностранного ордена, звёзды ордена Св. Андрея Первозванного и английского ордена Бани, а также Кульмский крест. Подпись на раме: Герцогъ Леопольдъ Саксенъ Кобургскiй 3й, Генералъ Лейтенантъ.
Поскольку герцог Саксен-Кобургский с января 1817 года находился в отставке, а годом ранее уехал на жительство в Великобританию, то 7 августа 1820 года Комитетом Главного штаба по аттестации он был включён в список «генералов, которых служба не принадлежит до рассмотрения Комитета» и император Александр I приказал написать его портрет в обход общей процедуры аттестации. Гонорар Доу был выплачен 20 апреля 1821 года. Готовый портрет был принят в Эрмитаж 7 сентября 1825 года.